# 巴勒 (電影)
《巴勒》（解作「稻米」），對外發行時稱為《稻米之歌》（Pareh, Song of the Rice），是一部1936年的荷屬東印度（今印度尼西亞）電影，由荷蘭人阿爾貝特·巴林克和曼努斯·弗蘭根執導，由拉登·莫赫達、蘇卡西（Soekarsih）等業餘土著演員主演。故事講述漁夫與農家女不顧禁忌，繼續交往。
巴林克在1934年開始與王氏兄弟合作，籌備拍攝工作。他們籌募的製作經費總值75,000盾，比同期的本土電影高出幾倍，還邀請弗蘭根從荷蘭來到東印度群島，幫助他們攝製這套影片。這部電影由弗蘭根和王氏兄弟在東印度群島拍攝，在荷蘭進行後期工作。結果本片成功從歐洲觀眾身上獲利，得到他們的好評，卻無法得到土著的欣賞；製片人也無法藉着電影的收益擺脫宣告破產的命運。
《巴勒》的面世改變了荷屬東印度電影業的生態，本土電影不再像此前數年那樣以華人為對象，製片商也開始着力吸引土著觀眾觀看本土電影。後來巴林克攝製電影《月光曲》，成功獲利。美國視覺人類學家卡爾·G·海德認為，《巴勒》和《月光曲》是1930年代荷屬東印度最重要的兩部電影作品。

## 故事簡介
漁夫馬哈茂德（Mahmud，拉登·莫赫達飾）與農家女瓦吉妮（Wagini，蘇卡西飾）相戀。不過，當地的迷信習俗認為他們的愛情會引來災難。村長的馬來短劍被偷走了，預言看來應驗了，然而兩人最終仍然得到村民的協助，重新團聚。

## 製作
自1934年至1935年初，荷屬東印度所有長片電影都是鄭丁春的出品，這些電影的題材不是中國神話就是武術，對象是低下階層（通常是華人）。這個情況出現的原因是：大蕭條促使荷屬東印度政府提高稅率，廣告商需要更多資金投入，電影院以低廉的價錢出售戲票，所以製作本土電影的淨收益率非常低。當時東印度群島的電影院放映的電影以荷里活電影為主。

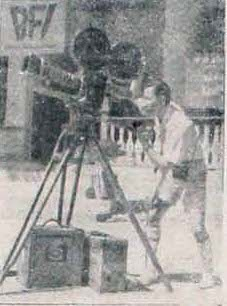
之一（約於1947年拍攝）

荷蘭記者阿爾貝特·巴林克在1934年開始籌備《巴勒》的拍攝工作。不像鄭丁春那樣有經驗的巴林克決定，這部電影的受眾將包括荷蘭裔觀眾。他邀請華裔製片人王氏三兄弟當中排行第二的約書亞，以及排行第三的奧斯尼爾參拍本片，他們在1932年完成電影《德蘭修女》以後一度退出影壇，這是他們復出後參拍的首部電影。他們捐給巴林克的設備包括自家的製片廠（由生粉製造廠改建而成），以及攝影器材。本片大部分拍攝經費來自其他方面的贊助——印尼電影歷史學家米斯巴赫·尤薩·比蘭指出這筆資金是電影業大亨布瑟（Buse）的貢獻，荷蘭EYE電影學院的紀錄則顯示製片人得到中央土著移殖委員會（Centrale Commissie voor Emigratie en Kolonisatie van Inheemschen）的贊助；這個委員會的宗旨是鼓勵爪哇島的居民遷往蘇門答臘島。
巴林克和王氏兄弟用兩年時間籌募拍攝電影所需的經費，合辦爪哇太平洋影業公司，巴林克則以首腦的身分處理公司的日常運作。追求完美的巴林克很清楚自己希望本片的角色應該由怎樣的演員飾演。和東印度群島早期的製片人不一樣的是，巴林克願意投放時間，投放金錢，盡可能尋找最佳的場景、最好的演員——就算那個人選本身是名人也好。結果本片大部分演員（包括主演莫赫達、蘇卡西）都沒有參演電影的經驗。
有一次巴林克、約書亞·王和阿斯尼爾·王到外面喝咖啡，看到一位高大、強健、英俊的年輕男子駕車駛過，這位男子正好符合巴林克對飾演馬哈茂德一角的演員設下的標準。巴林克叫王氏兄弟坐上汽車，趕上這位男子，他們成功了。他就是莫赫達，出身自爪哇貴族，卻和家人一樣，放棄了「拉登」這個頭銜。不過，製片人要求莫赫達使用這個頭銜。印尼人類學家亞爾伯·布迪·蘇山托（Albertus Budi Susanto）認為，製片人強調莫赫達的頭銜，是為了吸引上流階層的觀眾觀看本片。
巴林克邀請作風前衛的荷蘭紀錄片製作人曼努斯·弗蘭根來到東印度群島，擔任本片的藝術指導，分擔本片的編劇工作。弗蘭根堅信，對國際觀眾來說，民族誌式描寫表現本土文化的效果更好。弗蘭根有興趣的是本片的記錄特質和人種學特質，所以這方面的鏡頭由他執導，普通的鏡頭則由王氏兄弟操刀。比蘭指出，從攝影角度可以看出兩者之間的差異。
《巴勒》以35毫米胶片錄製，採用單片式設備錄音，完成後隨即送往荷蘭，進行剪輯。劇組起用荷蘭演員為電影配音，結果是演員的對白變得生硬，而且帶有濃重的荷蘭口音。配樂方面，製片人本來打算採用甘美蘭音樂，不過東印度群島的錄音設備質素欠佳，所以劇組要在荷蘭重新錄製原聲帶，以歐洲音樂取而代之 。
從開始到結尾，劇組耗費75,000荷屬東印度盾（當時相等於51,000美元）完成《巴勒》這部電影，成本比一般的本土電影高出20倍。完成剪輯後，記錄本片的膠片全長2,061米，相等的放映時間為92分鐘。

## 發行和反響
1936年11月30日，《巴勒》在荷蘭以《巴勒——爪哇的稻米之歌》（Pareh, een Rijstlied van Java，又稱《稻米之歌》）的名義進行首映；這部電影也在荷屬東印度進行公映。製片人無法收回成本，結果被頒令破產。本片得到荷蘭影評人的好評，原因之一是劇組強調弗蘭根參加了這部電影的製作。在東印度群島，本片成功從知識階層身上獲利，卻無法得到低下階層土著的欣賞。莫赫達本人也沒能看完整部電影。
後期的影評人普遍對這部影片持肯定態度。印尼作家、文化評論家爾敏·巴奈在1955年認為，相比起同期的本土電影，《巴勒》的故事情節連貫一致，切換場景的效果具有動感，在技術上的表現也是超群的。不過，他不同意電影以歐洲人的角度觀察土著，視土著為「原始人」的傾向。美國電影歷史學家約翰·倫特（John Lent）在1990年形容，《巴勒》是一部「精雕細琢、鉅細無遺、不惜工本」的電影，製片人除了賺錢，還希望能夠藉影片體現本土文化的面貌。美國視覺人類學家卡爾·G·海德認為《巴勒》是1930年代荷屬東印度最重要的兩部電影之一；另一部則是巴林克後期的作品《月光曲》（1937年）。海德、翻譯家約翰·H·麥格林和影評人沙林·賽（Salim Said）都認為，這部電影在技術上可以接受，最重要的是，它改變了東印度群島電影業發展的軌跡，留下深遠的影響。

## 影響與後續
《巴勒》的面世改變了當地本土電影的主流題材。在1937年之前與巴林克一起壟斷荷屬東印度電影業的鄭丁春開始採用切合時代的題材拍攝電影，受到土著的歡迎；比蘭認為《巴勒》的面世促使鄭氏做出這樣的變化。1930年代末期其他製片人也受到《巴勒》的一些影響，開始改善自家作品的音質。巴奈指出，《巴勒》面世後製作的本土電影在故事情節上不再以歐洲人為重心。
莫赫達在參演本片期間與蘇卡西邂逅，之後兩人共同出演電影《月光曲》，並結為夫婦。《月光曲》的演員陣容與《巴勒》大致相同，不過大收旺場，不但重新燃起東印度群島製片商製作電影的興趣，還成為當時東印度群島最賣座的本土電影，這個紀錄直至印尼獨立後才在1953年被《危機》（Krisis）打破。

## 腳註
1. 1 2 3 4  Biran 2009，第160頁.
2. 1 2  Heider 1991，第15頁.
3. ↑  Biran 2009，第380–381頁.
4. ↑  Biran 2009，第145頁.
5. ↑  Biran 2009，第146頁.
6. ↑  Biran 2009，第155頁.
7. ↑  Biran 2009，第156頁.
8. 1 2 3  EYE Film Institute 2011, Pareh.
9. 1 2 3  Biran 2009，第157頁.
10. ↑  Biran, Ramadhan K.H. & Labrousse 1973，第167頁.
11. ↑  Ali 1955，第25頁.
12. ↑  Susanto 2003，第241頁.
13. ↑  Biran 2009，第159頁.
14. 1 2  Pane 1955，第22頁.
15. ↑  New York Times 1936, Foreign Exchange.
16. ↑  Biran 2009，第162頁.
17. 1 2 3  Filmindonesia.or.id, Pareh.
18. 1 2  Biran 2009，第161–162頁.
19. ↑  Pane 1955，第22–23頁.
20. ↑  Gray 2010，第83頁.
21. ↑  Said, McGlynn & Heider 1991，第2頁.
22. ↑  Biran 2009，第163頁.
23. ↑  Prayogo 2009，第15頁.
24. ↑  Biran 2009，第171頁.
25. ↑  Anwar 2004，第84頁.

## 外部連結
- 互联网电影数据库（IMDb）上《巴勒》的资料（英文）